# Islas Chafarinas (Natura-2000-Gebiet)
Das FFH-Gebiet und europäische Vogelschutzgebiet Islas Chafarinas liegt im Mittelmeer, etwa 3,5 km nördlich der marokkanischen Stadt Ras el Ma. Trotz der geographischen Lage vor der afrikanischen Küste gehört das Gebiet zum europäischen Schutzgebiets-Netz Natura 2000.
Das etwa 5 km² große Schutzgebiet umfasst die zu Spanien gehörenden Islas Chafarinas sowie die umgebende Meeresfläche. Die bis auf eine kleine Militärstation unbewohnten Inseln sind seit 1982 als staatliches Jagdgebiet ausgewiesen und haben ansonsten einen militärischen Sonderstatus. Daher konnte sich die Natur auf den Inseln weitgehend ungestört erhalten. Auf den Inseln mischen sich atlantische und mediterrane Elemente und es gibt zahlreiche endemische Arten.

## Schutzzweck
Folgende Lebensraumtypen nach Anhang I der FFH-Richtlinie sind für das Gebiet gemeldet:
| EU Code | * | Lebensraumtyp (offizielle Bezeichnung)                              | Fläche [ha] |
| ------- | - | ------------------------------------------------------------------- | ----------- |
| 1110    |   | Sandbänke mit nur schwacher ständiger Überspülung durch Meerwasser  |             |
| 1120    | * | Posidonia-Seegraswiesen (Posidonion oceanicae)                      | 15,3        |
| 1170    |   | Riffe                                                               |             |
| 1240    |   | Mittelmeer-Felsküsten mit Vegetation mit endemischen Limonium-Arten | 6,0         |
| 1430    |   | Halo-nitrophile Gestrüppe (Pegano-Salsoletea)                       | 270,8       |
| 8330    |   | Völlig oder teilweise unter Wasser liegende Meereshöhlen            |             |

### Arteninventar
Folgende Arten von gemeinschaftlichem Interesse kommen im Gebiet vor:
| Bild | EU Code | * | Art                       | wissenschaftlicher Name | Artengruppe |
| ---- | ------- | - | ------------------------- | ----------------------- | ----------- |
|      | 1224    | * | Unechte Karettschildkröte | Caretta caretta         | Reptilien   |
|      | 1366    |   | Mittelmeer-Mönchsrobbe    | Monachus monachus       | Säugetiere  |
|      | 1349    |   | Großer Tümmler            | Tursiops truncatus      | Säugetiere  |

Folgende Vogelarten sind für das Gebiet gemeldet; Arten, die im Anhang I der Vogelschutzrichtlinie geführt sind, sind mit * gekennzeichnet:
| Bild              | Anhang I | EU Code | Art                      | wissenschaftlicher Name               |
| ----------------- | -------- | ------- | ------------------------ | ------------------------------------- |
| Purpurreiher      | *        | A029    | Purpurreiher             | Ardea purpurea                        |
| Rallenreiher      | *        | A024    | Rallenreiher             | Ardeola ralloides                     |
| Adlerbussard      | *        | A403    | Adlerbussard             | Buteo rufinus                         |
| Sepiasturmtaucher | *        | A010    | Sepiasturmtaucher        | Calonectris diomedea                  |
| Ziegenmelker      | *        | A224    | Ziegenmelker             | Caprimulgus europaeus                 |
| Rohrweihe         | *        | A081    | Rohrweihe                | Circus aeruginosus                    |
| Seidenreiher      | *        | A026    | Seidenreiher             | Egretta garzetta                      |
| Eleonorenfalke    | *        | A100    | Eleonorenfalke           | Falco eleonorae                       |
| Wanderfalke       | *        | A103    | Wanderfalke              | Falco peregrinus                      |
| Korallenmöwe      | *        | A181    | Korallenmöwe             | Larus audouinii                       |
| Fischadler        | *        | A094    | Fischadler               | Pandion haliaetus                     |
| Krähenscharbe     | *        | A392    | Mittelmeer-Krähenscharbe | Phalacrocorax aristotelis desmarestii |
| Kormoran          |          | A391    | Kormoran                 | Phalacrocorax carbo sinensis          |
| Brandseeschwalbe  | *        | A191    | Brandseeschwalbe         | Sterna sandvicensis                   |
| Provencegrasmücke | *        | A302    | Provencegrasmücke        | Sylvia undata                         |